# Morti nel 1212
| Questa pagina contiene informazioni ricavate automaticamente dalle voci biografiche con l'ausilio del template Bio e di un bot. L'aggiornamento è periodico e automatico e ricostruisce completamente la pagina. Se manca una persona in questa lista, sei pregato di non aggiungerla, ma accertati piuttosto che la sua voce biografica contenga il template Bio e che i dati anagrafici siano correttamente compilati. Se il template Bio manca, inseriscilo tu stesso o, in alternativa, metti l'avviso {{tmp\|Bio}} che ne segnala la mancanza. Se i dati riportati sono sbagliati, correggi direttamente la voce biografica; le modifiche saranno visibili in questa lista entro pochi giorni. Per chiarimenti vedi il progetto biografie. La lista contiene solo le 25 persone che sono citate nell'enciclopedia e per le quali è stato implementato correttamente il template Bio. Pagina aggiornata al 26 feb 2025. |

- 25 gennaio - Hōnen, monaco buddista giapponese (n. 1133)
- 2 febbraio - Bernardo di Sassonia, nobile tedesco
- 26 marzo - Sancho I del Portogallo, re (n. 1154)
- 6 aprile - Bertram di Metz, vescovo francese
- 12 aprile - Vsevolod III di Vladimir, principe (n. 1154)
- 22 aprile - Gerardo da Sessa, cardinale italiano
- 24 maggio - Dagmar di Boemia, nobile ceca
- 5 agosto - Giovanni da Palazzo, vescovo cattolico italiano
- 11 agosto - Beatrice di Svevia, principessa sveva (n. 1198)
- 26 agosto - Michele IV di Costantinopoli, arcivescovo ortodosso bizantino
- 15 ottobre - Filippo I di Namur, nobile fiammingo (n. 1174)
- 4 novembre - Felice di Valois, religioso francese (n. 1127)
- 12 dicembre - Davide I di Trebisonda, sovrano (n. 1184)
- 12 dicembre - Goffredo, arcivescovo cattolico inglese
- 29 dicembre - Alano I d'Avaugour, nobile francese
- Alberto II di Dabo-Moha, nobile francese
- Ildebrandino VIII Aldobrandeschi, nobile italiano
- Pietro da Celano, nobile italiano
- Bonifacio di Saluzzo, nobile italiano (n. 1184)
- Anna Comnena Angelina, imperatrice bizantina
- Azzo VI d'Este, condottiero italiano (n. 1170)
- Maria del Monferrato, sovrana
- Adamo Scoto, teologo e monaco cristiano britannico
- Tamara di Georgia, re (n. 1160)
- Guillem de Cabestany, trovatore spagnolo